# 501 f.Kr.
| 501 f.Kr.          |
| ------------------ |
| Dødsfald - Fødsler |
|                    |

501 f.Kr. var et år i det 6. århundrede f.Kr. I samtiden benyttede man i Romerriget den romerske kalender. I Romerriget var det året, hvor Postumus Cominius Auruncus og Titus Lartius var consuler, så året fik navn efter dem: Året for Auruncus' og Lartius' consulat (eller, sjældnere, år 253  Ab urbe condita). Betegnelsen 501 f.Kr. har været brugt siden den tidlige middelalder, hvor Anno Domini-årstal blev fremherskende i Europa.

## Begivenheder

### Efter sted

#### Middelhavsområdet
- Cleisthenes reformerer demokratiet i Athen.
- Naxos angribes af Perserriget.
- Som svar på trusler fra sabinerne oprettes diktatorembedet i Rom.
- Gadir (nutidens Cadiz) erobres omkring dette tidspunkt af Karthago.

#### Asien
- Konfutse bliver governør over Chung-tu.

## Dødsfald
- Hertug Ai af Qin, hersker over Qin-staten siden 536
- Deng Xi, kinesisk filosof